# Kurt Obitz
Kurt Alfred Obitz (* 16. Januar 1907 in Brosowen, Kreis Angerburg; † 26. August 1945 in Lautrach, Unterallgäu) war ein Tierarzt, Parasitologe und Publizist, der als „masurischer Separatist und polnischer Spion“ durch die Nationalsozialisten verfolgt wurde.

## Leben und Beruf
Kurt Obitz wurde als Sohn einer masurischen Bauernfamilie, die im Kreis Angerburg lebte, geboren. Nach dem Besuch von Vorschule und des Königlichen Hufenrealgymnasiums sowie am 16. März 1925 bestandenem Abitur in Königsberg begann er im Anschluss an ein Studiensemester an der preußischen Landesuniversität in Königsberg 1925 das Studium bei der Tierärztlichen Hochschule (heute Anatomisches Theater der Tierarzneischule) in Berlin. Nach dem Studienabschluss zum Tierarzt im Januar 1930 folgte am 31. Mai 1930 die Promotion zum Dr. med. vet. Danach erhielt er eine Anstellung in Hamburg und war ab April 1931 als Oberassistent bei dem als Parasitologen und SPD-Mitglied angesehenen Wilhelm Nöller am Institut für Parasitenkunde und veterinärmedizinische Zoologie bei der Tierärztlichen Hochschule in  Berlin.
Nachdem Obitz bereits zu seiner Königsberger Gymnasialzeit eine polnische Abstammung seiner deutschsprachigen Familie vermutet hatte, begann er spät auch Polnisch zu erlernen und befasste sich im Sinne einer deutsch-polnischen Freundschaft intensiv mit Geschichte, Kultur und Literatur Polens. Gemeinsam mit Nöller organisierte Obitz 1926 einen deutsch-polnischen Kulturverein, dessen Mitglieder allerdings ausschließlich deutschsprachig waren, dessen Patronat Nöller übernahm, obgleich Obitz als „Spiritus rector“ dieses, Masurenbund genannten Verbandes, wirkte. Ab 1926 war Obitz auch Redakteur der Zeitschrift Cech – Masurischer Brief später Cech – Organ des Masurenbundes. Ende Mai 1931 ist dort das Gedicht Masurische Jugend gedruckt worden:
Im Osten erwacht ja die Sonne
Aus schimmernden Morgenrot
…Vielleicht erweckt Dich, Masuren
Auch einst das Schöpfers Gebot.
Wegen der „Obitz-Affäre“ erhielt er ein Berufsverbot und wurde im Frühsommer 1931 aus der Tierärztlichen Hochschule suspendiert. Der Entlassung wegen erhob er eine Klage in Berlin. Die Verteidigung übernahm Dr. iur. Bruno von Oppenkowski. Im Juli 1931 wanderte er nach Warschau aus, ersuche politisches Asyl und wirkte dann ab 1935 als Leiter des Instituts für Parasitologie und Invasive Erkrankungen in Puławy. 
Nach dem Überfall auf Polen im September 1939 reiste er nach Wolhynien aus. Nach der Rückkehr nach Puławy wurde er durch die Gestapo verfolgt, im Februar 1940 verhaftet und dann in das KZ Dachau deportiert. Dort wurde er zum Objekt der pseudomedizinischen Experimente des Claus Schilling. Die Tochter Ewa Obitz hat er nur auf einem Foto, das ihm die Ehefrau sendete, gesehen.  Nach der Befreiung des Konzentrationslagers Dachau durch die US-Armee wurde er, schwer erkrankt, in die Heilstätte für Tuberkulosekranke in Lautrach eingewiesen, wo er mit 38 Jahren starb.
Kurt Obitz schrieb über sich selbst: „Sowohl amtlich als auch privat werde ich oft gefragt wessen letztendlich bin ich: »deutsch« oder »polnisch« ?. Ich antwortete immer: »Ich bin ein Masure«“.

## Im Gedenken
Zum 100. Geburtstag erschien in der Republik Polen im Jahr 2007 die Übersetzung der Monografie Geschichte des Masurischen Volkes (Dzieje ludu mazurskiego). Nach ihm wurde die Kurt-Obitz-Straße (ulica Kurta Obitza) in Olsztyn Kortowo und die Volksschule in Węgielsztyn in der Gemeinde Węgorzewo (Szkoła Podstawowa im. Kurta Obitza w Węgielsztynie, Gmina Węgorzewo) benannt.

## Publikationen
- Ueber die Verbreitung einiger parasitischer Würmer und Protozoen des Rindes in einigem Niederungsweidegebiete der Norddeutschen Tiefebene, dem Kreise Westhavelland. Auerdruck, Hamburg 1930.
- Über die Fütterungsinfektion wilder Ratten (Mus decumanus Pall.) mit Belantidium coli-Cysten vom Schweine. Zeitschrift für Parasitenkunde, August 1931.
- Badania nad jajami niektórych tasiemców z rodziny Anoplocephalidae. Towarzystwo Naukowe Warszawskie, Warszawa 1934.
- Die Geschichte des Masurischen Volkes. Preuss. Geheimes Staatsarchiv, Berlin 1938.
  - Dzieje ludu mazurskiego.  Wprowadzenie i opracowanie Grzegorz Jasiński, Oficyna Wydawnicza Retman, Dąbrówno 2007. (Polnische Ausgabe von Die Geschichte des masurischen Volkes) ISBN 9788392399148

## Mitwirkung
- Witold Stefański, Kurt Alfred Obitz: O rozmieszczeniu w Polsce gzów bydlęcych. Warszawa 1935.